# Công quốc Marlborough
Công quốc Marlborough là một vi quốc gia tồn tại ngắn ngủi được thành lập vào năm 1993 nằm ở 22°30′18,19″N 149°9′6,45″Đ / 22,5°N 149,15°Đ gần Marlborough, Queensland, Australia, cách Rockhampton khoảng 200 km (124 mi) về phía bắc.
Công quốc ra đời khi người nông dân George Muirhead, đối mặt với khả năng bị Ngân hàng Khối thịnh vượng chung đòi lại tài sản của mình - Kierawonga & Indicus. Khi thua kiện, Muirhead buộc phải trả lại tài sản của mình. Cùng với vợ và khoảng 30 người ủng hộ khác, ông tuyên bố đây là một công quốc độc lập, nơi ngân hàng và Chính phủ Queensland không hợp pháp và không có thẩm quyền.
11 ngày sau khi tuyên bố độc lập (vào khoảng 5 giờ sáng), 120 sĩ quan của Cảnh sát Queensland đã vào khu nhà và cưỡng chế trục xuất nhà Muirhead. Gia đình này đã giành được sự chú ý rộng rãi của truyền thông trên toàn thế giới, với việc các phương tiện truyền thông miêu tả họ như những người chăm chỉ đang trở thành nạn nhân của một tập đoàn lạnh lùng, nhẫn tâm. Nhà Muirhead thông báo rằng lá cờ của Úc, cờ của người Scotland, cờ Thổ dân Úc và cờ Liên Hợp Quốc là biểu tượng của công quốc trong thời gian ly khai.
Vào dịp Sinh nhật Nữ hoàng Anh cuối tuần 1993, một số ít đàn ông, mặc những bộ đồ quân nhân thừa thãi, đã cố gắng xông vào Tòa nhà Quốc hội ở Canberra. Khi chạm trán với các sĩ quan an ninh, nhóm này tự xưng là Quân giải phóng Marlborough. Nhóm này sau đó hóa ra đã tham gia vào một trò đùa ở trường trung học.
Tính đến năm 2004, nhà Muirhead đã không theo đuổi yêu sách của họ đối với công quốc.